# Yaïr Agmon
Yaïr Agmon (en hébreu : יאיר אגמון), né le 9 juillet 1987, est un écrivain, cinéaste et publiciste israélien.

## Biographie
Yaïr Agmon naît en 1987 à Jérusalem à la suite d'une liaison entre sa mère célibataire Rachel Agmon et son père, Haïm Tzafariri, alors marié et père de six enfants. Il étudie au lycée Himelfarb et à la Yeshiva Ma'ale Gilboa. Il sert à Tsahal en tant qu'officier dans le bataillon Granite (932e bataillon) de la brigade du Nahal. Agmon est diplômé du programme de leadership Bronfman Fellows, promotion 2004.

### Littérature
En 2009, pendant son service militaire, les éditions Reuven Mass publient son premier livre : (he) « חפ"ש: מחשבות צבאיות ומחויכות על פרשיות השבוע והמועדים » (Hafash : pensées et sourires militaires sur les parashiot de la semaine et des jours). Le livre se fonde sur les leçons de la parasha de la semaine qu'Agmon a données à ses soldats en tant que commandant de classe, et son objectif est de « créer un pont entre ma vie, la vie quotidienne du soldat combattant et la Torah ».
La nouvelle d'Agmon, « נפש יהונתן נקשרה » (et l'âme de Jonathan était liée) reçoit les recommandations du jury du concours de nouvelles du quotidien Haaretz pour l'année 2011.
En 2012, le roman « עם הארץ - סיפור מסע » (avec les gens du pays—récit de voyage) est publié par Zamora Beitan et édité par Alma Cohen-Verdi. Le livre décrit des rencontres avec diverses personnalités de la société israélienne, en partie fictives et en partie fondées sur des événements survenus à Agmon. Écrit à la première personne, le roman a pour narrateur un personnage nommé Yaïr Agmon et, comme Agmon lui-même, il est un officier religieux démobilisé.
En 2014, le second livre en prose d'Agmon, intitulé « יאיר ויהונתן » (Yaïr et Jonathan), est publié par Zamora Beitan. Le livre fusionne l'histoire de Jonathan, un Jonathan violent et confus, avec différentes histoires de la vie d'Agmon, et combine de courtes vidéos et de la musique originale, à l'aide de QR.codes.
En 2016, son quatrième livre, « שמשהו יקרה » (il va se produire quelque chose), est publié par Keter Publishing. Le livre se compose de cinq nouvelles sur la solitude, l'isolement et l'insignifiance : « ומותר לאהוב » (et il est permis d'aimer) - qui décrit les débuts d'une romance entre un chef de yeshiva et l'un de ses étudiants, « אומן » (Ouman) - une histoire sur un jeune homme laïc qui arrive au kibboutz de Breslev à Ouman et ne parvient pas à se connecter, « ערגה » / Arga* (désir) - qui décrit les histoires d'une jeune fille au festival "Rainbow" dans le Néguev, « מיני מנטל » (mini schizo) - sur un jeune ultra-orthodoxe qui se rend à Las Vegas et invite une prostituée dans sa chambre, et « פרקי אליק » / Perki Alik* (les chapitres d'Alik) - sur un groupe d'anciens combattants qui manquent l'opération Tsouk Eitan.
En décembre 2017, son cinquième livre, «ספר האקסיות » (ce que j'adorais), est publié par Yediot Books. C'est son second livre traitant des parashiot de la semaine.
En août 2021, son sixième livre, « ספר האקסיות » (le livre des ex), a été publié par la maison d'édition du kibboutz HaMa'ached, dans lequel figurent cinq histoires d'amour ratées. En 2023, le Théâtre Cameri annonce qu'une pièce d'après ce livre serait mise en scène.
En 2022, il remporte le prix Levy Eshkol de la création des écrivains hébreux du ministère israélien de la Culture.

### Cinéma
En 2012, Agmon commence à étudier à l'école de cinéma et de télévision Sam Spiegel. Ses films sont projetés au festival du film de Tribeca, au Tel Aviv Film Festival, au DocAviv Film Festival et au Munich Student Film Festival. L'un de ses films figure même sur la liste des prétendants aux Ophirs 2015.
Les films qu'il a réalisés remportent le projet de film de 48 heures en 2014 et en 2015.
En 2017, son film documentaire « רחל אגמון » (Rachel Agmon) est projeté en compétition documentaire officielle du festival du film de Jérusalem. Dans le film, Yaïr éclaire ses deux parents, dans deux voyages, afin de comprendre la romance qui s'est développée entre eux, et la racine de la relation amoureuse qui lui a donné vie. Le film est retenu dans la liste finale du Prix Ophir 2019 dans la catégorie des documentaires jusqu'à 60 minutes.
En 2017, une web-série créée par Yaïr htrmfistim
avec Elad Schwartz intitulée « הַטְרֶמפִּיסְטים » / htrmfistim* (les Trumpistes), une série de documentaires en ligne, sur les gens au bord de la route et en marge de la conscience, est diffusée. La série, qui a connu un grand succès sur la chaîne, est achetée par la division numérique de la Société de radiodiffusion publique israélienne l (KAN), qui finance le tournage de la deuxième saison. L'intégralité des épisodes de la série est accessible sur les plates-formes Facebook et YouTube. La série remporte le Television Academy Award for Network Series de l'année 2019.
L'année 2018 voit la diffusion de « פני זקן » (portraits d'aînés), web-série de Yaïr Agmon avec Tamar Kay. Composée de dix portraits de dix personnes âgées différentes du présent israélien, La série tente d'offrir une nouvelle perspective sur la vieillesse et de comprendre « ce que ça signifie, d'être une personne âgée ».
En 2018, Yaïr Agmon reçoit du ministère israélien de la Culture et des Sports le prix des jeunes créateurs du septième art.
Fin 2018, Yaïr Agmon et sa partenaire Tal Bachar fondent la société de production « יאללה פילמס » (Yalla Films).
À partir de mai 2019, « וואי וואי וואי » / Waï Waï Waï* (Y, Y, Y), série documentaire de 7 épisodes traitant de la génération Y, est diffusée sur Kan 11. La série vise à raconter l’histoire de la génération Y israélienne, dans l’espoir d’aider les parents à comprendre leurs enfants et les jeunes confus à se comprendre eux-mêmes.
En 2019, Yaïr Agmon réalise « שיר מלחמה » (chant de guerre), film en réalité virtuelle qui entre dans la sélection officielle 2019 des œuvres en compétition à la Mostra de Venise.
En 2020, Agmon réalise « כמו לב שעובד » (le cœur à l'ouvrage). Dans ce film documentaire, Agmon entreprend un voyage personnel à Ouman, sur la tombe du rabbin Nahman, au kibboutz HaHadol, au moment de Roch Hachana.
En 2023, la sortie de « המדרשיה » / Midrashia* (le séminaire) soulève un tollé dans les milieux religieux et conservateurs.

### Presse
Yaïr Agmon écrit une chronique hebdomadaire dans le magazine « מוצש » / Motsesh* (épuisé) et dans le journal « מקור ראשון » / Makor Rishon* (source première).

## Vie privée
Yaïr Agmon vit à Tel Aviv, marié à Shira. Le couple a une fille et un fils.

## Publications

### Œuvres littéraires
- 2009 : « ... חפ"ש » (Hafash...)[d], Reuven Mass Publishing[1] ;
- 2012 : « עם הארץ - סיפור מסע » (avec les gens du pays : récit de voyage), Zamora Beitan.
- 2014 : « יאיר ויהונתן » (Yaïr et Jonathan), Zamora Bethan[2] ;
- 2016 : « שמשהו יקרה » (il va se produire quelque chose), Keter[3] ;
- 2017 : « מה אהבתי » (ce que j'adorais), Yediot Books[9] ;
- 2021 : « ספר האקסיות » (le livre des exilés), éditions du Kibboutz Uni, 2021[10]

### Œuvres cinématographiques
- 2013 : « השליח » (le messager), court-métrage de Yaïr Agmon et Boaz Frankel d'une durée de 6 minutes, avec Aharon Cohen[11]. Photographie : Saar Mizrahi. Production : Dina Zilberg.
  - Intrigue : un coursier à mobylette traverse Jérusalem d'ouest en est, en fredonnant le chant d'immortalité de Naomi Shemer.
- 2014 : « המעצר » / HaMa'atzar* (l'arrestation), court-métrage d'une durée de 11 minutes, avec Ashraf Barhom, Shmuel Edelman, Carlos Gharzuzi[12]... Une nomination au Student Visionary Award 2015 au festival du film de Tribeca.
  - Intrigue : dans une autre réalité, l'armée palestinienne est la force occupante.
- 2015 : (mini schizo), court-métrage de Yaïr Agmon, Zvi Friedlander et Matan Gez, d'une durée de 7 minutes, avec Sharon Tal
  - Intrigue :  malgré un tragique accident, Sharon décide de poursuivre sa soirée, jusqu'au contrecoup du choc et des remords.
- 2016 : « Our Heroes » (nos héros), documentaire d'une durée de 17 minutes, avec Fatma Azzam, Ilann Dar, Ilana Dayan... Sélection du festival du film de Haïfa[13].
  - Sujet :  conflit d'histoires entre Anshel, un juif, et Haneen, une arabe, deux séniles dont les chemins se sont croisés pendant la guerre de 1948.
- 2017 : « רחל אגמון » (Rachel Agmon), documentaire d'une durée de 50 minutes[4]
  - Sujet : Rachel, religieuse et célibataire s'entiche d'un fermier marié et père de six enfants. De leur union naît Yaïr, qui trente ans plus tard, retrace le parcours de ses parents en les accompagnant en voyage chacun séparément.
- 2017 : (Mangue), court-métrage du genre comédie d'une durée de 7 minutes de Yaïr Agmon, écrit par Yaïr Agmon, Zvi Friedlander, Matan Gez, avec Yafit Asulin, Eli Haviv, Miki Marmur... produit par Yalla Productions[14].
  - Intrigue : une policière part enquêter dans un kibboutz et reçoit des leçons d'amour par ses étranges habitants.
- 2019 : « שיר מלחמה » (chant de guerre), court-métrage dramatique en réalité virtuelle d'une durée de 11 minutes, avec Offer Becher, Itamar Eliyahu, Matan Jez.. Sélection officielle de la Mostra de Venise 2019[5].
  - Intrigue : instantané du quotidien des soldats de Tsahal qui effectuent des missions d’arrestation dans des villages palestiniens de Cisjordanie.
- 2022 : « A Tale of Two Pandemics » (récit d'une double pandémie) documentaire d'une durée de 90 minutes, avec Roni Gamzo, Idit Matot. Produit par Slutzky Communication et Yalla Films[15].
  - Sujet :  accès illimité au plus grand hôpital d'Israël dès les premiers jours de la pandémie de COVID-19.
- 2023 :« המדרשיה » / Midrashia* (le séminaire), documentaire réalisé par Yaïr Agmon et Tal Bachar, écrit par Yaïr Agmon, Tal Bachar et Sharon Elovic, d'une durée de 70 minutes[7], Production d'Omir Uzrad, Yoav Zeevi, Tal Becher et Yaïr Agmon pour Zeevi/Uzrad et Yalla Films. Une nomination au meilleur film israélien 2023 du festival du film DocAviv[16].
  - Sujet : splendeur et décadence de la Midrashia, à l'origine de tous les lycées mishaia d'Israël. 
Séries
- 2016-2019 : « הטרמפיסטים » (les autostoppeurs), web-série sur 3 saisons, de Yaïr Agmon e d'Elad Schwartz; d'une durée de 5 minutes chaque épisode   par la Société de radiodiffusion israélienne[17].
  - Intrigue : Roadtrip à la rencontre d'auto-stoppeurs à travers les routes d'Israël.
- 2018 : « פני זקן » (Pney Zaken), web-série documentaire de 10 épisodes d'une durée de 6 minutes chacun, par la Société de radiodiffusion israélienne[18].
  - Sujet : portraits croisés de seniors sur la société et les questions liées à l'âge.
- 2019 : « וואי וואי וואי » / Waï Waï Waï* (Y, Y, Y), web-série documentaire de Yair Agmon et Tal Bachar, tous les épisodes d'une durée de 30 minutes, par la Public Broadcasting Corporation (Kan)
  - Sujet : Portraits de la génération Y